# Guizotia zavattarii
Guizotia zavattarii là một loài thực vật có hoa trong họ Cúc. Loài này được Lanza mô tả khoa học đầu tiên năm 1939.